# Меня зовут Майя
Меня зовут Майя (итал. Mi chiamo Maya) — итальянский фильм 2015 года.

## Сюжет
Шестнадцатилетняя Ники и девятилетняя Алиса — сестры, но отцы у них разные. Они жили втроем со своей матерью. Неожиданно их мать умирает и они остаются совсем одни. Соцработники приходят забрать Алису в другую семью, и тогда Ники убегает вместе с сестрой из дома.

## В ролях
- Матильда Лутц — Ники
- Мелисса Монти — Алиса
- Валерия Соларино — Сесилия Форнари
- Карлотта Натоли — Лена
- Лаура Адриани — Элизабетта
- Джада Арена — Сара
- Лаура Джиганте — Беа